# 김학문
김학문(金學文, 1935년 11월 23일 ~ 2015년 2월 25일, 경상북도 문경)은 대한민국의 공직자, 정치인이다. 제11·12대 경상북도 문경시장이다.

## 방송 출연
- 2001년 KBS2 <슈퍼TV 일요일은 즐거워-출발 드림팀>

## 경력
- 문경군 내무과장
- 1994.02 ~ 1994.08 제12대 경상북도 문경군 부군수
- 예천군 부군수
- 1995.07 ~ 2002.06 제11·12대 경상북도 문경시장(민선, 한나라당)

## 학력
- 영순초등학교
- 문경중학교
- 동양공업고등학교

## 수상
- 2008년 10월 문경대상 수상[1]

## 역대 선거 결과
|  | 32.29% |

|  | 100.00% |